# Eparchia di Assiut
L'eparchia di Assiut o eparchia di Licopoli (in latino: Eparchia Lycopolitana) è una sede della Chiesa cattolica copta suffraganea del patriarcato di Alessandria dei Copti. Nel 2022 contava 26.670 battezzati. È retta dall'eparca Danial Lofty Kella.

## Territorio
L'eparchia si estende tra il 27º ed il 28º parallelo nord, confinando ad est con il mar Rosso e a ovest con il deserto libico.
Sede eparchiale è la città di Assiut, dove si trova la cattedrale della Madre del Divino Amore.
Il territorio è suddiviso in 28 parrocchie.

## Storia
L'eparchia è stata eretta il 10 agosto 1947 con la bolla Ex Petri Cathedra di papa Pio XII, ricavandone il territorio dall'eparchia di Luxor.
Il 23 settembre 2022 ha ceduto una porzione di territorio a vantaggio dell'erezione dell'eparchia di Al Qusia.

## Cronotassi dei vescovi
Si omettono i periodi di sede vacante non superiori ai 2 anni o non storicamente accertati.
- Alexandros Scandar † (9 agosto 1947 - 29 dicembre 1964 deceduto)
- Youhanna Nueir, O.F.M. † (26 marzo 1965 - 20 marzo 1990 ritirato)
- Kyrillos Kamal William Samaan, O.F.M. † (16 maggio 1990 - 3 novembre 2021 ritirato)
- Danial Lofty Kella, dal 23 settembre 2022

## Statistiche
L'eparchia nel 2022 contava 26.670 battezzati.
| anno | popolazione | popolazione | popolazione | presbiteri | presbiteri | presbiteri | presbiteri                | diaconi | religiosi | religiosi | parrocchie |
| anno | battezzati  | totale      | %           | numero     | secolari   | regolari   | battezzati per presbitero | diaconi | uomini    | donne     | parrocchie |
| ---- | ----------- | ----------- | ----------- | ---------- | ---------- | ---------- | ------------------------- | ------- | --------- | --------- | ---------- |
| 1948 | 17.065      | 2.574.585   | 0,7         | 54         | 37         | 17         | 316                       |         | 14        |           | 12         |
| 1959 | 19.910      | 1.605.000   | 1,2         | 24         | 21         | 3          | 829                       |         | 6         | 69        | 28         |
| 1970 | ?           | 1.850.000   | ?           | 40         | 33         | 7          | ?                         |         | 8         | 45        | 32         |
| 1980 | 34.700      | ?           | ?           | 39         | 35         | 4          | 889                       |         | 4         | 61        | 46         |
| 1990 | 30.000      | ?           | ?           | 44         | 37         | 7          | 681                       |         | 23        | 53        | 41         |
| 1999 | 35.000      | ?           | ?           | 56         | 51         | 5          | 625                       |         | 6         | 52        | 41         |
| 2000 | 35.500      | ?           | ?           | 53         | 48         | 5          | 669                       |         | 6         | 55        | 41         |
| 2001 | 45.000      | ?           | ?           | 57         | 51         | 6          | 789                       |         | 7         | 55        | 41         |
| 2002 | 45.000      | ?           | ?           | 56         | 51         | 5          | 803                       | 10      | 7         | 56        | 41         |
| 2003 | 45.000      | ?           | ?           | 56         | 51         | 5          | 803                       |         | 5         | 53        | 41         |
| 2004 | 45.000      | ?           | ?           | 57         | 52         | 5          | 789                       |         | 5         | 59        | 41         |
| 2006 | 50.000      | ?           | ?           | 54         | 49         | 5          | 925                       |         | 5         | 60        | 41         |
| 2009 | 50.000      | ?           | ?           | 58         | 53         | 5          | 862                       |         | 5         | 65        | 39         |
| 2012 | 50.000      | ?           | ?           | 53         | 47         | 6          | 943                       |         | 6         | 60        | 39         |
| 2015 | 51.000      | ?           | ?           | 54         | 48         | 6          | 944                       |         | 7         | 60        | 40         |
| 2018 | 53.000      | ?           | ?           | 55         | 48         | 7          | 963                       |         | 8         | 60        | 41         |
| 2020 | 54.000      | ?           | ?           | 55         | 49         | 6          | 981                       |         | 7         | 58        | 41         |
| 2022 | 26.670      | ?           | ?           | 34         | 31         | 3          | 784                       |         | 5         | 60        | 28         |